# Partito Liberale Progressista
Il Partito Liberale Progressista (in inglese: Progressive Liberal Party - PLP) è un partito politico delle Bahamas.
Il PLP è un partito liberal-populista. È stato fondato nel 1953. Primo segretario fu Henry Taylor. Il leader principale del partito, però, è stato Sir Lynden Oscar Pindling, il primo Capo del governo nella storia delle Bahamas. Il PLP ha governato le Bahamas per oltre 30 anni, dal 1967 al 1992 e nuovamente dal 2002 al 2007. Alle elezioni legislative del 2007, il PLP ha ottenuto 17 seggi, contro i 23 degli storici rivali del Movimento Nazionale Libero, liberal-conservatori, tornando, così, all'opposizione.